# Diogo Marques Lucas
Diogo Marques Lucas (Lisboa, data desconhecida — 1640) foi um arquiteto maneirista português nascido em Lisboa, ativo no século XVII.
Frequentou a Aula do Paço. Discípulo de Filipe Terzi. Arquiteto das obras do Convento de Cristo, em Tomar, entre 1615-1640 (responsável pela Portaria Real, Casa da Escada e Sala dos Reis e por obras de unificação estilística da Sacristia Nova). Autor da traça da Igreja do Mosteiro de São Bento da Vitória, Porto (iniciada em 1604), da Fonte da Misericórdia de Elvas (inaugurada em 1622), e do Palácio dos Marqueses de Ponte de Lima, Mafra (1628).